# Список станцій Бостонського метрополітену
Список станцій Бостонського метрополітену (англ. List of MBTA subway stations) — це список діючіх та ліквідованих станцій Бостонського метрополітену, та підземних станцій трамваю.

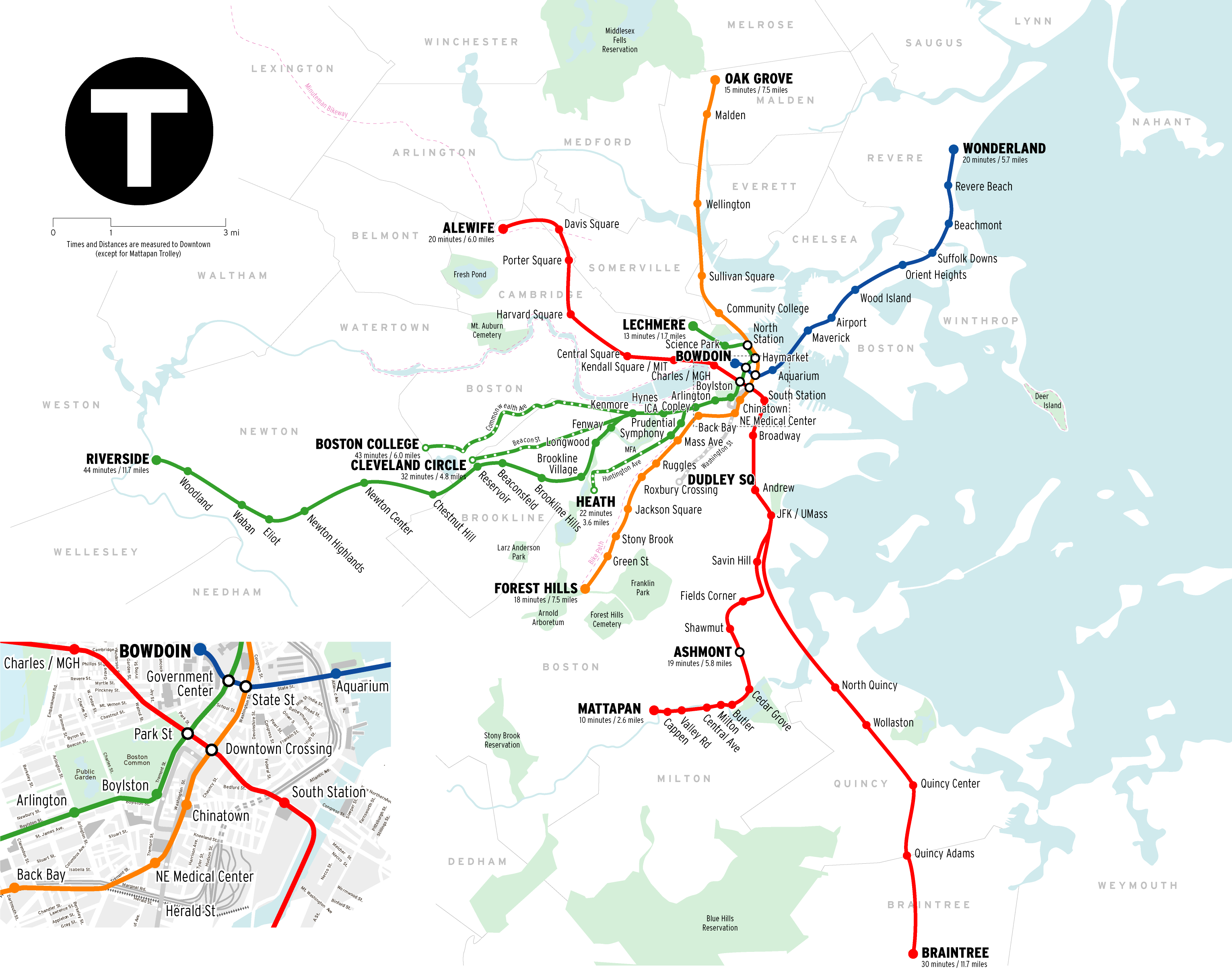
Мапа мережі

## Діючі станції
На 2018 рік в Бостоні три лінії метрополітену, та розгалужена мережа трамвайних маршрутів (Зелена лінія).

### Помаранчева лінія
| Назва українською      | Назва англійською    | Тип                                    | Дата відкриття                                             | Попередні назви                                 | Примітки                                        |
| ---------------------- | -------------------- | -------------------------------------- | ---------------------------------------------------------- | ----------------------------------------------- | ----------------------------------------------- |
| «Оак-Гров»             | Oak Grove            | Наземна з острівною платформою         | 20 березня 1977                                            |                                                 |                                                 |
| «Молден-Центр»         | Malden Center        | Естакадна з острівною платформою       | 27 грудня 1975                                             |                                                 |                                                 |
| «Веллінгтон»           | Wellington           | Наземна з двома острівними платформами | 6 вересня 1975                                             |                                                 |                                                 |
| «Асамблея»             | Assembly             | Наземна з острівною платформою         | 2 вересня 2014                                             |                                                 | Була відкрита на діючій ділянці                 |
| «Салліван-сквер»       | Sullivan Square      | Наземна з двома острівними платформами | 10 червня 1901 (естакадна) 7 квітня 1975 (сучасна станція) |                                                 | Побудована на місці естакадної                  |
| «Ком'юніті-коледж»     | Community College    | Наземна з двома острівними платформами | 7 квітня 1975                                              |                                                 | 1 платформа не використовується                 |
| «Північний вокзал»     | North Station        | Підземна з береговими платформами      | 19 червня 1901 (естакадна) 7 квітня 1975 (сучасна)         |                                                 | Побудована на місці естакадної                  |
| «Гаймаркет»            | Haymarket            | Підземна з береговими платформами      | 30 листопада 1908                                          | «Юніон/Френд» до 1967 року                      |                                                 |
| «Стейт»                | State                | Підземна з береговими платформами      | 30 листопада 1908                                          | «Мілков-стріт/Стейт» до 1967 року               |                                                 |
| «Даунтаун-кроссінг»    | Downtown Crossing    | Підземна з береговими платформами      | 30 листопада 1908                                          | «Зима/Літо» до 1967 «Вашингтон» до 1987 року    |                                                 |
| «Чайнатаун»            | Chinatown            | Підземна з береговими платформами      | 30 листопада 1908                                          | «Бойлстон/Ессекс» до 1967 «Ессекс» до 1987 року |                                                 |
| «Медичний центр Тафтс» | Tufts Medical Center | Підземна з береговими платформами      | 4 травня 1987                                              | «Медичний центр Нової Англії» до 2010 року      |                                                 |
| «Бек-Бей»              | Back Bay             | Підземна з острівною платформою        | 4 травня 1987                                              |                                                 |                                                 |
| «Массачусетс-авеню»    | Massachusetts Avenue | Наземна з острівною платформою         | 4 травня 1987                                              |                                                 |                                                 |
| «Рагглс»               | Ruggles              | Наземна з острівною платформою         | 4 травня 1987                                              |                                                 |                                                 |
| «Роксбері-кроссінг»    | Roxbury Crossing     | Наземна з острівною платформою         | 4 травня 1987                                              |                                                 |                                                 |
| «Джексон-сквер»        | Jackson Square       | Наземна з острівною платформою         | 4 травня 1987                                              |                                                 |                                                 |
| «Стоні-брук»           | Stony Brook          | Наземна з острівною платформою         | 4 травня 1987                                              |                                                 |                                                 |
| «Грин-стріт»           | Green Street         | Наземна з острівною платформою         | 4 травня 1987                                              |                                                 |                                                 |
| «Форест-гіллс»         | Forest Hills         | Наземна з острівною платформою         | 22 листопада 1909 (естакадна) 4 травня 1987 (сучасна)      |                                                 | Нова станція була відкрита на місці попередньої |

### Синя лінія
| Назва українською | Назва англійською | Тип                               | Дата відкриття  | Попередні назви                                             | Примітки                                                        |
| ----------------- | ----------------- | --------------------------------- | --------------- | ----------------------------------------------------------- | --------------------------------------------------------------- |
| «Вондерленд»      | Wonderland        | Наземна з береговими платформами  | 19 січня 1954   |                                                             | Реконструйована у 1995 році, модернізована у 2008 та 2012 роках |
| «Ревір-Біч»       | Revere Beach      | Наземна з береговими платформами  | 19 січня 1954   |                                                             | Реконструйована у 1995 році                                     |
| «Бічмонт»         | Beachmont         | Наземна з береговими платформами  | 19 січня 1954   |                                                             | Реконструйована у 1995 році, модернізована у 2008               |
| «Саффолк-Давнс»   | Suffolk Downs     | Наземна з береговими платформами  | 21 квітня 1952  |                                                             | Реконструйована у 1983, 1995                                    |
| «Оріент-Гейтс»    | Orient Heights    | Наземна з береговими платформами  | 5 січня 1952    |                                                             | Реконструйована у 2013 році                                     |
| «Вуд-Айленд»      | Wood Island       | Наземна з береговими платформами  | 5 січня 1952    | «Дей-сквер» — до 1954 р. «Парк-Вуд-Айленд» до 1967 р.       | Реконструйована у 1995 та 2008 роках                            |
| «Аеропорт»        | Airport           | Наземна з береговими платформами  | 5 січня 1952    |                                                             | Реконструйована у 2004 році                                     |
| «Маверік»         | Maverick          | Підземна з острівною платформою   | 18 квітня 1924  |                                                             | Реконструйована у 2009 році                                     |
| «Акваріум»        | Aquarium          | Підземна з береговими платформами | 5 квітня 1906   | «Атлантік-авеню» до 1967 року                               | Реконструйована в 1924 та 2001 роках                            |
| «Стейт»           | State             | Підземна з береговими платформами | 30 грудня 1904  | «Девоншир» до 1967 року «Стейт/Сітізен-банк» з 1997 по 2000 | Реконструйована у 1924                                          |
| «Урядовий Центр»  | Government Center | Підземна з острівною платформою   | 18 березня 1916 | «Сколай-сквер» до 1967 року                                 | Реконструйована в 2014 - 2016 роках                             |
| «Бовдуїн»         | Bowdoin           | Підземна з острівною платформою   | 18 березня 1916 |                                                             |                                                                 |

### Червона лінія
| Назва українською   | Назва англійською | Тип                                     | Дата відкриття                                | Попередні назви          | Примітки                                                     |
| ------------------- | ----------------- | --------------------------------------- | --------------------------------------------- | ------------------------ | ------------------------------------------------------------ |
| «Алівайф»           | Alewife           | Підземна з острівною платформою         | 30 березня 1985                               |                          |                                                              |
| «Девіс»             | Davis             | Підземна з острівною платформою         | 8 грудня 1984                                 |                          |                                                              |
| «Портер»            | Porter            | Підземна зі спліт-платформою            | 8 грудня 1984                                 |                          |                                                              |
| «Гарвард»           | Harvard           | Підземна зі спліт-платформою            | 12 березня 1912 (стара) 6 вересня 1983 (нова) |                          | Третя найзавантаженіша станція міста                         |
| «Централ»           | Central           | Підземна з береговими платформами       | 23 березня 1912                               |                          |                                                              |
| «Кендалл/М-АЙ-ТІ»   | Kendall/MIT       | Підземна з береговими платформами       | 23 березня 1912                               |                          |                                                              |
| «Чарльз/М-ДЖІ-ЕЙЧ»  | Charles/MGH       | Наземна з береговими платформами        | 27 лютого 1932                                |                          | Відкрита на діючій ділянці, реконструйована у 2007 році      |
| «Парк-стріт»        | Park Street       | Підземна з платформами Іспанського типу | 23 березня 1912                               |                          |                                                              |
| «Даунтаун-кроссінг» | Downtown Crossing | Підземна з береговими платформами       | 4 квітня 1915                                 | «Вашингтон» до 1987 року | Друга по завантаженню станція                                |
| «Південний вокзал»  | South Station     | Підземна з береговими платформами       | 3 грудня 1916                                 |                          | Найзавантаженіша станція                                     |
| «Бродвей»           | Broadway          | Підземна з острівною платформою         | 15 грудня 1917                                |                          |                                                              |
| «Ендрю»             | Andrew            | Підземна з береговими платформами       | 29 червня 1918                                |                          | Реконструйована в 1990 — 93 роках                            |
| «Кеннеді/Ю-Масс»    | JFK/UMass         | Наземна з двома острівними платформами  | 5 листопада 1927                              | «Коламбія» до 1982 року  | Після станції потяги курсують далі в двох напрямках          |
| «Севін-Гілл»        | Savin Hill        | Наземна з острівною платформою          | 5 листопада 1927                              |                          | Напрямок «Ашмонт», реконструйована в 2004 — 2005 роках       |
| «Філдс-корнер»      | Fields Corner     | Наземна з береговими платформами        | 5 листопада 1927                              |                          | Напрямок «Ашмонт», реконструйована в 2006 — 08 роках         |
| «Шоумут»            | Shawmut           | Підземна з береговими платформами       | 1 вересня 1928                                |                          | Напрямок «Ашмонт», реконструйована у 2004 — 09 роках         |
| «Ашмонт»            | Ashmont           | Наземна з береговими платформами        | 1 вересня 1928                                |                          | Напрямок «Ашмонт», реконструйована у 2005 — 11 роках         |
| «Північний Квінсі»  | North Quincy      | Наземна з острівною платформою          | 1 вересня 1971                                |                          | Напрямок «Брейнтрі»                                          |
| «Волластон»         | Wollaston         | Наземна з острівною платформою          | 1 вересня 1971                                |                          | Напрямок «Брейнтрі», з 8 січня 2018 закрита на реконструкцію |
| «Квінсі-центр»      | Quincy Center     | Наземна з острівною платформою          | 1 вересня 1971                                |                          | Напрямок «Брейнтрі»                                          |
| «Квінсі-Адамс»      | Quincy Adams      | Наземна з острівною платформою          | 10 вересня 1983                               |                          | Напрямок «Брейнтрі», відкрилася на діючій ділянці            |
| «Брейнтрі»          | Braintree         | Наземна з острівною платформою          | 22 березня 1980                               |                          | Напрямок «Брейнтрі»                                          |

### Зелена лінія
Складається з чотирьх маршрутів маючіх спільну підземну ділянку в центрі Бостона. Всього на лінії 66 станцій з яких лише 11 підземних.
| Назва українською     | Назва англійською       | Тип                                     | Дата відкриття                     | Попередні назви                                     | Примітки                                                                                  |
| --------------------- | ----------------------- | --------------------------------------- | ---------------------------------- | --------------------------------------------------- | ----------------------------------------------------------------------------------------- |
| «Північний вокзал»    | North Station           | Підземна з береговими платформами       | 3 вересня 1898 року 25 червня 2004 |                                                     | До відкриття підземної станції працювала наземна, кінцева для маршруту С                  |
| «Гаймаркет»           | Haymarket               | Підземна з острівною платформою         | 3 вересня 1898 року                |                                                     | Спільна для маршрутів С, Е                                                                |
| «Урядовий центр»      | Government Center       | Підземна з острівною платформою         | 3 вересня 1898 року                | «Сколай-сквер» до 1967 року                         | Реконструйована в 2014 — 2016 роках, спільна для маршрутів С, E та кінцева для маршруту D |
| «Парк-стріт»          | Park Street             | Підземна з двома острівними платформами | 3 вересня 1897 року                |                                                     | Спільна для всіх маршрутів та кінцева для маршруту В                                      |
| «Бойлстон»            | Boylston                | Підземна з двома острівними платформами | 3 вересня 1897 року                |                                                     | Спільна для всіх маршрутів                                                                |
| «Арлінгтон»           | Arlington               | Підземна з береговими платформами       | 13 листопада 1921 року             |                                                     | Реконструйована в 2006 — 2009 роках, спільна для всіх маршрутів                           |
| «Коплі»               | Copley                  | Підземна з береговими платформами       | 3 жовтня 1914 року                 |                                                     | Реконструйована в 2008 — 2011 роках, спільна для всіх маршрутів                           |
| «Конгрес-центр Гайнс» | Hynes Convention Center | Підземна з береговими платформами       | 3 жовтня 1914 року                 | «Массачусетс» до 1965 року «Аудиторія» до 1990 року | Спільна для маршрутів B, C, D                                                             |
| «Кенмор»              | Kenmore                 | Підземна з двома острівними платформами | 23 жовтня 1932 року                |                                                     | Спільна для маршрутів B, C, D                                                             |
| «Прудентіал»          | Prudential              | Підземна з береговими платформами       | 16 лютого 1941 року                |                                                     | Лише маршрут Е                                                                            |
| «Симфонія»            | Symphony                | Підземна з береговими платформами       | 16 лютого 1941 року                |                                                     | Лише маршрут Е                                                                            |

## Ліквідовані станції
За свою майже 120 річну історію в Бостонському метро були закриті численні станції на різних лініях.

### Червона лінія
Всі чотири станцій працювали в Кембриджі.
- «Стадіон» — наземна станція що працювала за розкладом, діяла з 26 жовтня 1912 по 18 листопада 1967 року.
- «Гарвард/Бретл» — тимчасова наземна станція на території депо що діяла з 24 березня 1979 по 1 вересня 1983 року.
- «Гарвард» — оригінальна підземна станція що діяла з 23 березня 1912 по 30 січня 1981.
- «Гарвард/Гольок» — тимчасова підземна станція відкрита на час будівельних робіт при розширенні лінії на північ, діяла з 31 січня 1981 по 1 вересня 1983 року.

### Помаранчева лінія
Ділянка Естакада—Атлантік-авеню була центральною естакадною ділянкою відкритою 22 серпня 1901 року, закрита 30 вересня 1938 року. Естакада розібрана на металобрухт в 1942 році.
- «Беттарі-стріт»
- «Стейт-стріт» — була пересадною на станцію «Атлантік-авеню» Синьої лінії.
- «Причал-Роуз»
- «Південний вокзал» — була пересадною на однойменну станцію Червоної лінії.
- «Біч-стріт» — закрита в 1919 році.

Північна естакадна ділянка, або Естакада Чарльзтауна відкрита 10 червня 1901 (до «Салліван-сквер»), закрита 4 квітня 1975 року.
- «Еверетт» — північна наземна кінцева станція відкрита 15 березня 1919, була розташована в місті Еверет.
- «Салліван-сквер»
- «Томпсон-сквер» — відкрилася на діючій ділянці 22 травня 1902 року.
- «Міська площа»
- «Північний Вокзал»

Південна естакадна ділянка, або Естакада Вашингтон-стріт, закрита 30 квітня 1987 року.
- «Приемна вулиця» — відкрита 10 червня 1901 року, закрита 30 листопада 1908.
- «Довер» — відкрита 10 червня 1901 року.
- «Нортгемтон» — відкрита 10 червня 1901 року.
- «Дадлі» — відкрита 10 червня 1901 року.
- «Еглістон» — відкрита 22 листопада 1909 року.
- «Грін-стріт» — відкрита 22 вересня 1912 року на діючій ділянці.
- «Форест-гіллс» — відкрита 22 листопада 1909 року.